# Liste der Monuments historiques in Bourg-l’Évêque
Die Liste der Monuments historiques in Bourg-l’Évêque führt die Monuments historiques in der französischen Gemeinde Bourg-l’Évêque auf.

## Liste der Objekte
| Bezeichnung               | Beschreibung          | Standort                                    | Kennzeichnung | Schutzstatus | Datum | Bild |
| ------------------------- | --------------------- | ------------------------------------------- | ------------- | ------------ | ----- | ---- |
| Skulptur Madonna mit Kind | Holz, 17. Jahrhundert | in der Kirche St-Jacques-St-Philippe (Lage) | PM49002818    | Inscrit      | 1982  |      |